# Allium roborowskianum
Allium roborowskianum — вид рослин з родини амарилісових (Amaryllidaceae); поширений у Монголії й китайському Сіньцзяні.

## Опис
Цибулина поодинока, майже округла, 1.5–2.5 см у діаметрі; оболонка від білувато-сіруватої до сірувато-чорної; внутрішні шари молочно-білі. Листків (1)2, лінійні, коротші від стеблини, 7–15 мм завширшки, поля шершаво-дрібнозубчасті або гладкі, верхівка гостра. Стеблина 30–50 см, кругла в перерізі, вкрита листовими піхвами лише в основі. Зонтик півсферичний, багатоквітковий. Оцвітина біла або від або білувато-бузкової до бузково-рожевої, стійка; сегменти із зеленою або пурпурною серединною жилкою, від яйцювато-еліптичних до еліптичних, 4–5 × 1.5–2 мм, верхівки тупі. Період цвітіння: травень.

## Поширення
Поширення: Монголія, Китаю — Сіньцзян.
Населяє ліси на тінистих схилах, піски, піщані грязі; 1000–1300 м.